# Mysmena baoxingensis
Espèce
Mysmena baoxingensis est une espèce d'araignées aranéomorphes de la famille des Mysmenidae.

## Distribution
Cette espèce est endémique du Sichuan en Chine. Elle se rencontre dans le xian de Baoxing vers 2 756 m d'altitude.

## Description
Le mâle holotype mesure 0,70 mm et la femelle paratype 0,89 mm, les mâles mesurent de 0,67 à 0,75 mm et les femelles de 0,78 à 1,02 mm.

## Étymologie
Son nom d'espèce, composé de baoxing et du suffixe latin -ensis, « qui vit dans, qui habite », lui a été donné en référence au lieu de sa découverte, le xian de Baoxing.

## Publication originale
- Lin & Li, 2013 : Five new minute orb-weaving spiders of the family Mysmenidae from China (Araneae). Zootaxa no 3670(4), p. 449-481.